# Scott Adkins
Scott Edward Adkins (ur. 17 czerwca 1976 w Sutton Coldfield) − brytyjski aktor, producent filmowy i kaskader, mistrz sztuk walki, posiadacz czarnych pasów w wushu, taekwondo, kick-boxingu, judo i jiu-jitsu. Występował w roli Yuriego Boyki, którego zagrał w filmach Champion 2 (2006), Champion 3: Odkupienie (2010) i Boyka: Undisputed IV (2016). 

## Życiorys

### Wczesne lata
Urodził się w niewielkiej miejscowości Sutton Coldfield w rodzinie klasy średniej rzeźników jako młodszy syn Janet i Jana Adkinsów. Wychowywał się ze starszym bratem Craigiem. Jego prababcia była pochodzenia hiszpańskiego. Jego idolem był od lat Bruce Lee, a także belgijska ikona filmów akcji Jean Claude van Damme. W wieku dziesięciu lat rozpoczął przygodę ze sztukami walki. W towarzystwie swojego ojca i brata wstąpił do lokalnego klubu judo. Jako czternastolatek zaczął trenować taekwondo. Uczęszczał do Bishop Vesey´s Grammer School w Sutton Coldfield. W wieku 19 lat zdobył pierwszy czarny pas. Kiedy miał 21 lat zaproponowano mu naukę w prestiżowej Webber Douglas Academy of Dramatic Art, jednak ze względu na brak pieniędzy nie był w stanie ukończyć kursu. Edukację aktorską rozpoczął w Sutton Coldfield College.

### Kariera
Po występie w serialach BBC One – Dangerfield (1998) i City Central (1999) – jedną z jego najwcześniejszych ról aktorskich była postać Rossa w medycznej brytyjskiej operze mydlanej Doctors (2000), kręconej w jego rodzinnym mieście Birmingham. Przełom w karierze Adkinsa nastąpił, gdy zaproponowano mu rolę w filmie Agent z przypadku (Dak miu mai shing, 2001), który kręcono w Hongkongu. Była to jego pierwsza wizyta na wschodzie. Młody aktor dostał szansę na pracę ze znanymi reżyserami i aktorami, takimi jak Yeun Wo Ping, Cory Yeun, Sammo Hung i Jackie Chan. W 2006 wystąpił jako Bradley Hume w sześciu odcinkach serialu BBC One Szpital Holby City. Za rolę Yuriego Boyki w Champion 3: Odkupienie (2010) otrzymał nagrodę na Action on Film International Film Festival 2010.
W 2020 roku wystąpił w reklamie suplementów kulturystycznych Wawan Protein, w scenie tortur, w której powtórzył rolę Yuriego Boyki.
Pojawił się na okładkach magazynów takich jak „Combat”, „Black Belt” i „Martial Arts Illustrated”.

## Filmografia
| Rok  | Tytuł filmu                                           | Rola                                            |
| ---- | ----------------------------------------------------- | ----------------------------------------------- |
| 2001 | Agent z przypadku                                     | ochroniarz Lee/turecki dowódca                  |
| 2001 | Pure Vengeance                                        | Danny                                           |
| 2001 | Extreme Challenge                                     | Isaac Borman                                    |
| 2002 | Black Mask 2: City of Masks                           | dr Lang                                         |
| 2003 | Special Forces                                        | Talbot                                          |
| 2003 | Medalion                                              | zwolennik Snakeheada                            |
| 2005 | Człowiek pies                                         | wojownik z basenu                               |
| 2005 | Pit Fighter                                           | Nathan                                          |
| 2006 | Różowa Pantera                                        | Jacquard/piłkarz                                |
| 2006 | Champion 2                                            | Yuri Boyka                                      |
| 2007 | Ultimatum Bourne’a                                    | agent Kiley                                     |
| 2008 | Strażnik granicy                                      | Karp                                            |
| 2009 | X-Men Origins: Wolverine                              | Weapon XI/Deadpool/Wade Wilson                  |
| 2009 | Turniej                                               | Yuri Petrov                                     |
| 2009 | Ninja                                                 | Casey Bowman                                    |
| 2010 | Stag Night                                            | Carl                                            |
| 2010 | Champion 3: Odkupienie                                | Yuri Boyka                                      |
| 2011 | Krzyżowy ogień                                        | Roland Flint                                    |
| 2011 | Re-Kill                                               | Parker                                          |
| 2012 | Uniwersalny żołnierz: Dzień odrodzenia                | John                                            |
| 2012 | El Gringo                                             | facet                                           |
| 2012 | Niezniszczalni 2                                      | Hector                                          |
| 2012 | Wróg numer jeden                                      | John                                            |
| 2013 | Legendary: Grobowiec smoka                            | Travis Preston                                  |
| 2013 | Ninja: Cień łzy                                       | Casey Bowman                                    |
| 2013 | Hooligans 3 (Green Street Hooligans: Never Back Down) | Danny                                           |
| 2014 | Legenda Herkulesa (The Legend of Hercules)            | Król Amfitrion                                  |
| 2015 | Re-Kill                                               | Trent Parker                                    |
| 2015 | Wolf Warrior                                          | Tom Cat, były żołnierz United States Navy SEALs |
| 2016 | Doktor Strange                                        | Lucian / Strong Zealot                          |
| 2016 | Niebezpieczni intruzi                                 | Heflin                                          |
| 2016 | Boyka: Undisputed IV (Champion 4: Walka o honor)      | Yuri Boyka                                      |
| 2016 | Grimsby                                               | Pavel Lukashenko                                |
| 2017 | Wolf Warrior 2 (Zhan lang II)                         | „Kocur” (materiał archiwalny)                   |
| 2017 | American Assassin                                     | Victor                                          |
| 2017 | Wściekły pies (Savage Dog)                            | Martin                                          |
| 2018 | Komornik (The Debt Collector)                         | French                                          |
| 2018 | Nadchodzący (Incoming)                                | Reiser                                          |
| 2018 | Pan „Wypadek” (Accident Man)                          | Mike Fallon                                     |
| 2018 | Wojna o honor (Karmouz War)                           | Szurnięty                                       |
| 2019 | Uprowadzenie (Abduction)                              | Quinn                                           |
| 2019 | Yip Man 4 (Ip Man 4)                                  | Barton Geddes                                   |
| 2019 | Krwawa zemsta (Avengement)                            | Cain Burgess                                    |
| 2019 | Potrójne zagrożenie (Triple Threat)                   | Collins                                         |
| 2020 | W sieci kłamstw (Legacy of Lies)                      | Martin Baxter                                   |
| 2020 | Komornik 2 (The Debt Collector 2)                     | French                                          |
| 2020 | Porwany (Seized)                                      | Nero                                            |
| 2020 | Dead Reckoning                                        | Marco                                           |
| 2020 | Max Cloud                                             | Max Cloud                                       |
| 2021 | Castle Falls                                          | Mike                                            |

## Nagrody i wyróżnienia
| Rok  | Nagroda                                    | Kategoria                            | Film                          |
| ---- | ------------------------------------------ | ------------------------------------ | ----------------------------- |
| 2010 | Action on Film International Film Festival | Przełomowa rola męska w filmie akcji | Champion 3: Odkupienie (2010) |
| 2015 | China International Film Festival          | Najbardziej utalentowany aktor       | Wolf Warrior (2015)           |